# IC 3962
IC 3962 је појединачна звијезда у сазвјежђу Береникина коса која се налази на листи објеката дубоког неба у Индекс каталогу.
Деклинација објекта је + 23° 40' 4" а ректасцензија 12h 59m 15,1s.